# Kurt Busch

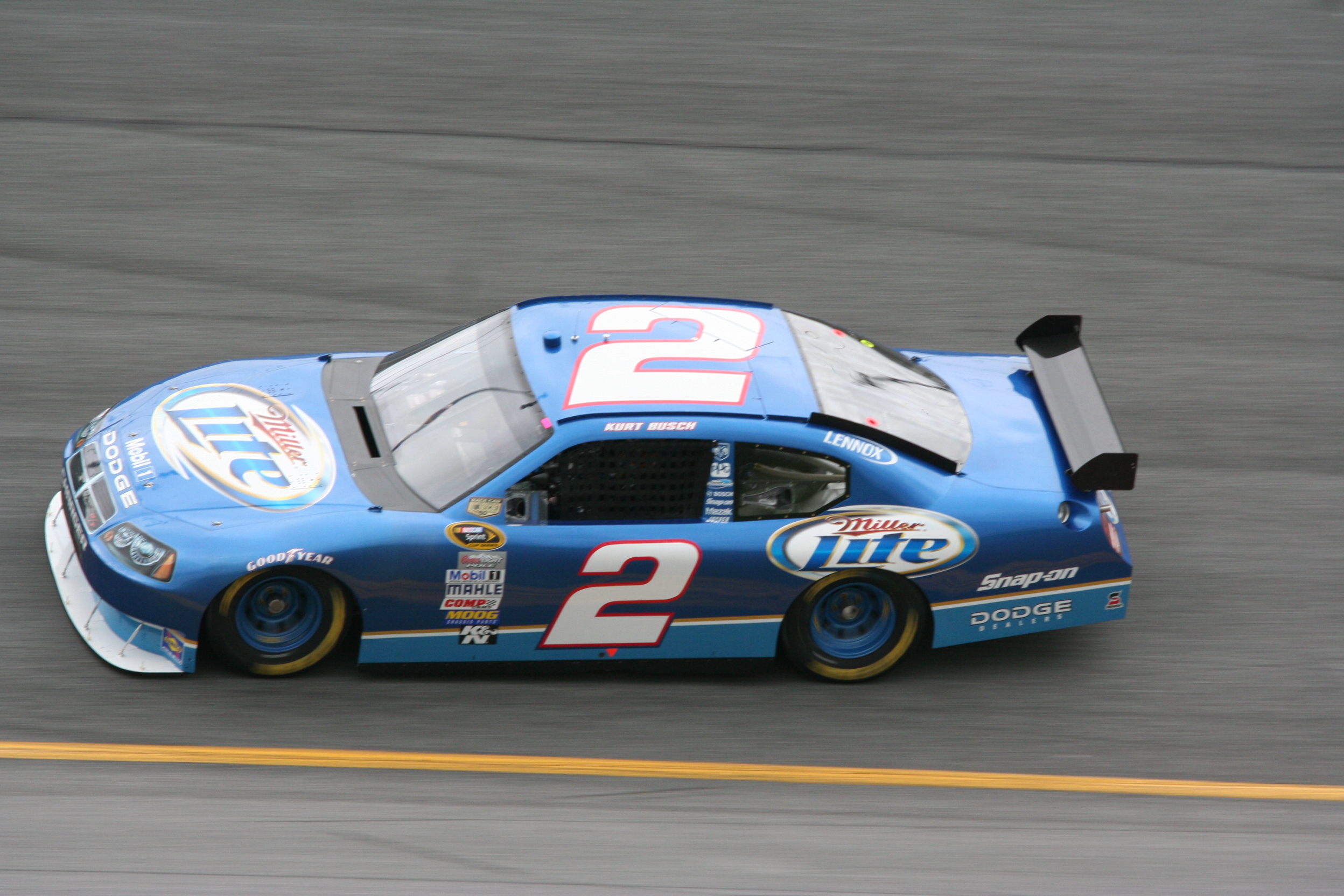
Busch' Dodge uit 2008.

Kurt Thomas Busch (Las Vegas (Nevada), 4 augustus 1978) is een Amerikaans autocoureur. Hij won de NASCAR Sprint Cup in 2004. Hij is de zoon van Tom Busch, een voormalig autocoureur en de oudere broer van Kyle Busch, eveneens een succesvol NASCAR-coureur. In 2017 won hij de Daytona 500.

## Carrière
Busch is een van de achttien autocoureurs die in zijn carrière races won in de drie Amerikaanse NASCAR kampioenschappen, de NASCAR Sprint Cup, de Nationwide Series en de Camping World Truck Series. In 2000 nam hij de eerste keer deel aan de Sprint Cup, het belangrijkste kampioenschap binnen de NASCAR. Hij won de eerste keer op de Texas Motor Speedway in 2002. Hij won nog drie andere races dat jaar en werd derde in de eindstand. Een jaar later won hij opnieuw vier keer, maar eindigde pas op de elfde plaats.
Het grote succes kwam er in 2004. Hij reed voor Roush Racing en won het kampioenschap dankzij de twaalf top-5 plaatsen, naast de drie overwinningen die hij dat jaar behaalde. In 2006 maakte hij de overstap naar Penske Racing. Het beste resultaat dat hij neerzette bij dit team was een vierde plaats in het eindklassement van 2009.

## Resultaten in de NASCAR Sprint Cup
Sprint Cup resultaten (aantal gereden races, polepositions, gewonnen races en positie in het kampioenschap)
| Jaar | Team(s)              |                      | Races | Polepositions | Overwinningen | Kampioenschap |
| ---- | -------------------- | -------------------- | ----- | ------------- | ------------- | ------------- |
| 2000 | Roush Racing         | Roush Racing         | 7     | 0             | 0             | 48e           |
| 2001 | Roush Racing         | Roush Racing         | 35    | 1             | 0             | 27e           |
| 2002 | Roush Racing         | Roush Racing         | 36    | 1             | 4             | 3e            |
| 2003 | Roush Racing         | Roush Racing         | 36    | 0             | 4             | 11e           |
| 2004 | Roush Racing         | Roush Racing         | 36    | 1             | 3             | 1e            |
| 2005 | Roush Racing         | Roush Racing         | 34    | 0             | 3             | 10e           |
| 2006 | Penske Racing        | Penske Racing        | 36    | 6             | 1             | 16e           |
| 2007 | Penske Racing        | Penske Racing        | 36    | 1             | 2             | 7e            |
| 2008 | Penske Racing        | Penske Racing        | 36    | 0             | 1             | 18e           |
| 2009 | Penske Racing        | Penske Racing        | 36    | 0             | 2             | 4e            |
| 2010 | Penske Racing        | Penske Racing        | 36    | 2             | 2             | 11e           |
| 2011 | Penske Racing        | Penske Racing        | 36    | 3             | 2             | 11e           |
| 2012 | Phoenix Racing       | Phoenix Racing       | 35    | 0             | 0             | 25e           |
| 2013 | Furniture Row Racing | Furniture Row Racing | 36    | 1             | 0             | 10e           |
| 2014 | Stewart Haas Racing  | Stewart Haas Racing  | 36    | 0             | 1             | 12e           |
| 2015 | Stewart Haas Racing  | Stewart Haas Racing  | 36    | 3             | 2             | 8e            |
| 2016 | Stewart Haas Racing  | Stewart Haas Racing  | 36    | 2             | 1             | 7e            |
| 2017 | Stewart Haas Racing  | Stewart Haas Racing  | 36    | 1             | 1             | 14e           |
| 2018 | Stewart Haas Racing  | Stewart Haas Racing  | 36    | 4             | 1             | 7e            |
| 2019 | Chip Ganassi Racing  | Chip Ganassi Racing  | 36    | 0             | 1             | 13e           |
| 2020 | Chip Ganassi Racing  | Chip Ganassi Racing  | 36    | 1             | 1             | 10e           |
| 2021 | Chip Ganassi Racing  | Chip Ganassi Racing  | 36    | 0             | 1             | 11e           |
| 2022 | 23XI Racing          | 23XI Racing          | 16*   | 0             | 1             | 19e*          |

*- seizoen bezig